# Ernst Emmert
Ernst Emmert (* 26. Februar 1900 in Kitzingen; † 22. Januar 1945 bei Glogau) war ein deutscher Jurist und Nationalsozialist.

## Leben
Mit 17 Jahren trat Emmert während des Ersten Weltkriegs als Freiwilliger in das Ersatz-Bataillon des 17. Infanterie-Regiments „Orff“ der Bayerischen Armee ein. Erst im November 1918 kehrte er mit seinem Regiment zur Demobilisierung nach Ansbach zurück. Bis zum Juli 1921 war er in mehreren Freikorps tätig, u. a. im Freikorps Oberland.
Emmert studierte u. a. an der Friedrich-Alexander-Universität Rechtswissenschaft. 1920 wurde er Mitglied des Corps Bavaria Erlangen und legte das erste juristische Staatsexamen 1923 in Erlangen ab. Sein Referendariat absolvierte er in Ansbach, Fürth und München. Im Dezember 1926 schloss er sein zweites juristisches Staatsexamen ab und promovierte zum Dr. jur. Anfang Juni 1927 wurde er als Assessor in den bayrischen Justizdienst übernommen und war in Ingolstadt, Hengersberg und München beschäftigt. Anfang August 1929 wurde er Amtsanwalt in Pfaffenhofen, Anfang September 1931 Amtsgerichtsrat in Erlangen, zum November 1933 Oberamtsrichter in Heidenheim a. H. und Anfang Februar 1936 Landgerichtsrat am Landgericht Nürnberg-Fürth, wo er im Oktober 1938 Oberlandesgerichtsrat und Mitglied des Justizprüfungsamtes beim OLG Nürnberg wurde. Im Juli 1942 wurde er zum Senatspräsidenten ernannt. Nachdem er vom 17. Mai 1943 vorübergehend im Reichsjustizministerium (Abteilung I) beschäftigt war, wurde er am 1. Juli 1943 Präsident des Oberlandesgerichts Nürnberg.
Im November 1943 wurde Emmert Ehrensenator der Universität Erlangen.
Emmert trat erstmals der NSDAP 1923 bei und nahm am Hitler-Putsch teil. Ab 1929 betätigte er sich wieder aktiv für die Partei und die SA in Pfaffenhofen. Am 3. März 1933 trat er in die SA ein und zum 1. Mai 1933 in die NSDAP (Mitgliedsnummer 3.070.745). Ab November 1933 war er Führer des SA-Sturms 11/13 und wurde innerhalb der SA bis zum Standartenführer befördert.
Im  Nationalsozialistischen Rechtswahrerbund war er lange „Gaupressewart“. Später wurde er vom Reichsjustizminister Thierack zum „Gauwalter“ des Nationalsozialistischen Rechtswahrerbundes für den Gau Franken ernannt.
Nach mehreren Reserve-Übungen wurde er am 21. März 1938 zum Leutnant der Reserve befördert und nahm ab September 1939 am Zweiten Weltkrieg teil. Als Oberleutnant und Führer des I. Bataillons des Infanterie-Regiments 282 wich er im Oktober 1941 von seinem Auftrag ab und gewann im Osten durch die Einnahme von Gorki strategische Vorteile. Dafür wurde er am 31. Dezember 1941 mit dem Ritterkreuz des Eisernen Kreuzes ausgezeichnet. Seit 1942 Hauptmann und Bataillonskommandeur, wurde er im August 1942 bei Bekrino schwer verwundet und in die Heimat verlegt.
Vom 1. Juli 1943 bis zum 22. Januar 1945 war Emmert Präsident des Oberlandesgerichts Nürnberg. Seit dem 25. Juli 1944 Kommandeur des Grenadier-Regiments 55, wurde er am 10. September 1944 auf seinen Wunsch für die Wehrmacht freigestellt. Die OLG-Stelle wurde zunächst nicht besetzt, sondern dem Generalstaatsanwalt Emil Bems kommissarisch ab 11. September 1944 mitübertragen.
Keinen Monat später, am 7. Oktober 1944, wurde er zum zweiten Mal schwer verwundet und in ein Lazarett eingeliefert. Am 15. Januar 1945 noch zum Oberstleutnant der Reserve befördert, starb er eine Woche später in einem Lazarettzug.